# Batrachomoeus dubius
Batrachomoeus dubius är en fiskart som först beskrevs av White, 1790.  Batrachomoeus dubius ingår i släktet Batrachomoeus och familjen paddfiskar. Inga underarter finns listade.

## Bildgalleri

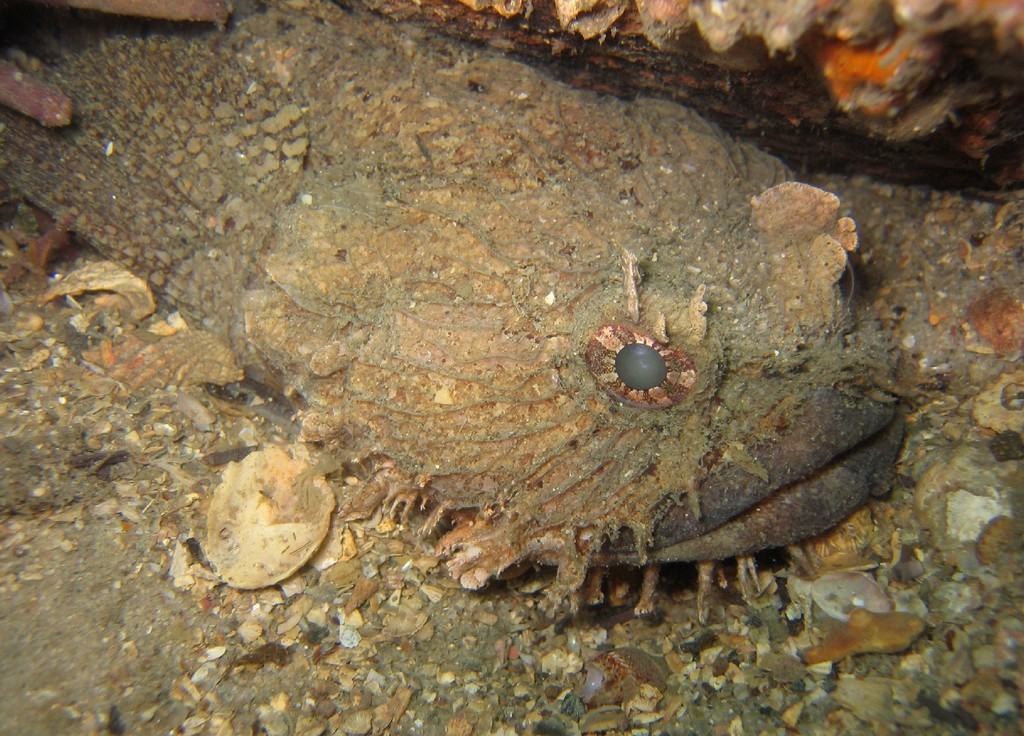
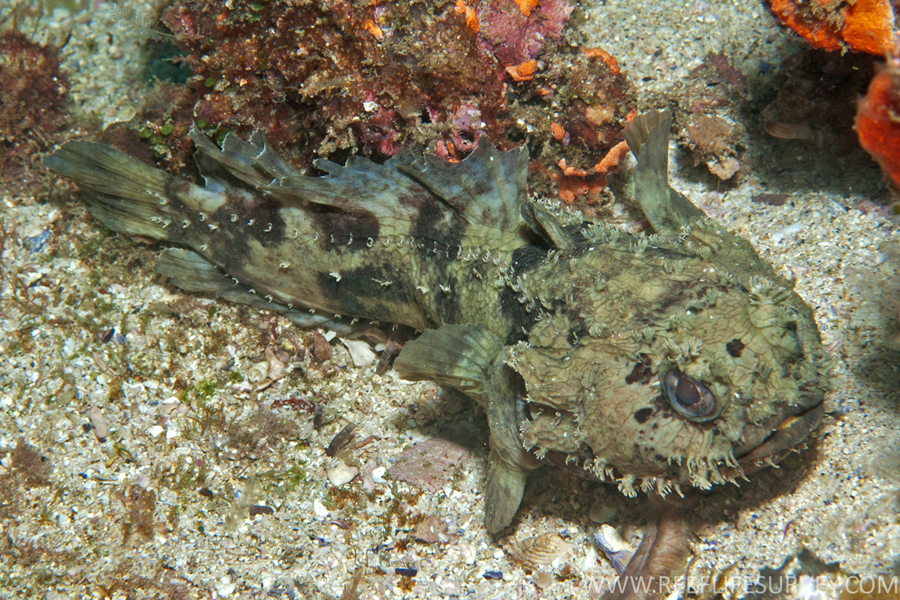